# The Skipper Surprised His Wife
Pour plus de détails, voir Fiche technique et Distribution.
The Skipper Surprised His Wife est un film américain réalisé par Elliott Nugent, sorti en 1950.

## Fiche technique
- Titre : The Skipper Surprised His Wife
- Réalisation : Elliott Nugent
- Scénario : Dorothy Kingsley
- Direction artistique : Cedric Gibbons et Eddie Imazu
- Photographie : Harold Lipstein
- Montage : Cotton Warburton
- Musique : Bronisław Kaper
- Société de production : Metro-Goldwyn-Mayer
- Pays d'origine : États-Unis
- Format : Noir et blanc - 1,37:1
- Genre : comédie
- Durée : 85 minutes
- Date de sortie : 1950

## Distribution
- Robert Walker : William J. Lattimer
- Joan Leslie : Daphne Lattimer
- Edward Arnold : Homer Thorndyke
- Spring Byington : Agnes Thorndyke
- Leon Ames : Dr Philip Abbott
- Jan Sterling : Rita Rossini
- Anthony Ross : Joe Rossini
- Paul Harvey : Brendon Boyd
- Kathryn Card : Thelma Boyd